# Zilog Z280
Zilog Z280 – mikroprocesor firmy ZiLOG, 16-bitowa wersja rozwojowa Zilog Z80 wprowadzona na rynek w czerwcu 1987.
Z280 umożliwiał pracę w trybie 8-bitowym zgodnym z szyną Z80 lub 16-bitowym kompatybilnym z szyną Z-BUS zastosowaną w Z8000. Został wyposażony w układ MMU (mógł adresować do 16 MB pamięci), 256 bajtowy cache, cztery wydajne układy DMA, trzy bloki liczników/zegarów, asynchroniczny port szeregowy oraz wiele nowych instrukcji – łącznie było ich ponad 2000. W trybie 16-bitowym, podobnie jak Z8000, umożliwiał podłączenie koprocesora, wbudowany arbiter umożliwiał mu również pracę w trybie multi-procesorowym.  Procesor był taktowany wewnętrznie cztery razy szybciej niż jego zewnętrzna magistrala, odpowiednio 16 MHz i 4 MHz.  Jest ponad 4 razy szybszy od Z80.